# Leucozonia nassa
Leucozonia nassa är en snäckart som först beskrevs av Gmelin 1791.  Leucozonia nassa ingår i släktet Leucozonia och familjen Fasciolariidae. Inga underarter finns listade i Catalogue of Life.